# Béthincourt
Béthincourt is een gemeente in het Franse departement Meuse (regio Grand Est) en telt 35 inwoners (2017).
De plaats ligt ongeveer 14 kilometer ten noordwesten van Verdun en maakt deel uit van het kanton Clermont-en-Argonne in het arrondissement Verdun.
Op 1 januari 2015 werd het met vijf andere gemeentes overgeheveld van het kanton Charny-sur-Meuse, dat op die dag werd opgeheven.

## Geschiedenis
Tijdens de Eerste Wereldoorlog werd de plaats in 1914 twee keer geëvacueerd. De lokale bevolking vluchtte voor bombardementen nadat de Duitsers waren doorgebroken na de Slag der Grenzen maar aangezien het Duitse leger het dorp niet innam, keerde de bevolking na korte tijd weer terug.
Na hernieuwde beschietingen bezetten de Duitsers zonder enige strijd de plaats van 2 tot 16 september. Op 10 september nemen de Duitsers de burgemeester in gijzeling en werd de bevolking op straffe van executie gesommeerd zich te verzamelen op het plein om te worden gefouilleerd alvorens te worden verjaagd. Het grootste deel van de bevolking vertrok hierop via Verdun naar plaatsen dieper in Frankrijk.
Na Franse beschietingen werd het dorp heroverd om tussen 24 en 30 september weer in Duitse handen te vallen. Na nieuwe Franse artilleriebeschietingen en een infanterie-aanval namen de Fransen de plaats weer in en ze bleven in het gebied tot begin 1916.
Op 26 november 1915 werd bij Béthincourt voor het eerst gas ingezet op het front rond Verdun door het Duitse leger.
Op 21 februari 1916 waren de Duitsers de slag om Verdun op de oostelijke Maasoever begonnen en op 6 maart werd het offensief uitgebreid naar de westelijke oever. Op 8 maar gaf het Franse leger Béthincourt op maar ten zuiden van de gemeente werd nog hevig gevochten om de strategische heuvels Le Mort Homme en de Côte 304. Beide werden uiteindelijk ingenomen maar de Duitsers bereikte op 24 mei de meest zuidelijke lijn die ze in dit gebied tijdens de slag en de gehele oorlog zouden bereiken. Het gebied werd uiteindelijk pas op 26 september 1918 door de Fransen heroverd.
Door de wederzijdse artilleriebeschietingen is van het dorp niets overgebleven.

## Geografie
De oppervlakte van Béthincourt bedraagt 12,5 km², de bevolkingsdichtheid is dus 2,1 inwoners per km².
De onderstaande kaart toont de ligging van Béthincourt met de belangrijkste infrastructuur en aangrenzende gemeenten.

## Demografie
Onderstaande figuur toont het verloop van het inwonertal (bron: INSEE-tellingen).